# Trestia (okręg Sălaj)
Trestia – wieś w Rumunii, w okręgu Sălaj, w gminie Hida. W 2011 roku liczyła 309 mieszkańców.